# Odorrana splendida
Odorrana splendida is een kikkersoort uit het geslacht Odorrana uit de familie echte kikkers (Ranidae). De wetenschappelijke naam van de soort werd voor het eerst geldig gepubliceerd in 2011 door Kuramoto, Satou, Oumi, Kurabayashi en Sumida.

## Voorkomen
Odorrana splendida is endemisch op het Japanse eiland Amami Ōshima (Amami-eilanden). De kikker leeft in de altijdgroene loofbossen op het eiland en heeft een voorkeur voor oude bossen. Daarom is de soort ook kwetsbaar voor habitatverlies.

## Beschrijving
De volwassen kikker heeft een lichaamslengte tussen 9,2 en 12,3 cm en weegt maximaal 300 g.
De paarroep van de mannetjeskikker bestaat uit een korte, enkele noot. De vrouwtjes leggen hun eieren in ondergrondse poelen naast de snelstromende waterlopen op het eiland.

## Status
Het aantal dieren is onbekend. De soort wordt bedreigd door habitatverlies en door een geïntroduceerde soort mangoesten.